# Armoriale dei comuni della provincia di Novara
Questa pagina contiene le armi (stemmi e blasonature) dei comuni della Provincia di Novara.
| Stemma | Comune e blasonatura | Gonfalone |
| ------ | --- | --------- |

Stemma della Provincia di Novara

|        | Agrate Conturbia D'oro, al tempio romano terrazzato di verde, al quartier franco d'azzurro, caricato da una torre diruta d'argento, murata, aperta e finestrata di nero. Ornamenti esteriori da Comune. D.P.R. del 22 agosto 1969. Gonfalone: Drappo troncato di verde e di giallo… |           |
|        | Ameno D.C.G. del 30 marzo 1934. Gonfalone: Drappo di azzurro… |           |
|        | Armeno Di rosso, alla parte superiore dell'armatura antica da uomo d'armi, posta di fronte, completa di elmo, spallacci, petto, bracciali, cubitiere, manopole, panziera, fiancali, brachetta, il tutto d'argento, l'elmo con la bavaglia aperta di nero. Ornamenti esteriori da Comune. D.P.R. del 21 giugno 1994. Gonfalone: Drappo di azzurro… |           |
|        | Arona Partito d'argento e di verde, al volo abbassato e una stella divisi dalla linea di partitura dell'uno all'altro. Ornamenti esteriori di Città. D.C.G. del 10 agosto 1928. Gonfalone: Drappo partito di bianco e di verde, riccamente orbato di ricami d'oro e caricato dello stemma comunale con l'iscrizione centrata in oro Città di Arona. R.D. del 7 maggio 1934. |           |
|        | Barengo Di rosso, al castello d'argento, torricellato di due alla ghibellina, murato, chiuso e finestrato di nero, movente da una pianura di verde e sormontato da un'aquila spiegata di nero. Ornamenti esteriori da Comune. R.D. del 7 marzo 1929. Gonfalone: Drappo di bianco… D.P.R. del 13 giugno 1989. |           |
|        | Bellinzago Novarese D'azzurro, a tre torri diroccate bene ordinate d'argento, murate, aperte e finestrate di tre, poste 1 e 2, di nero. Ornamenti esteriori da Comune. D.P.R. del 5 settembre 1967. Gonfalone: Drappo partito di bianco e di azzurro… |           |
|        | Biandrate Di rosso, al cavaliere armato di tutto punto d'argento al galoppo, accompagnato in capo da tre stelle d'oro, ordinate in fascia. Ornamenti esteriori da Comune. D.C.G. del 18 agosto 1928. Gonfalone: Drappo di rosso… |           |
|        | Boca Di rosso, a un monte di tre cime di verde, ricoperto di neve, sormontato da tre ruote d'oro male ordinate. Ornamenti esteriori da Comune. R.D. del 22 febbraio 1930. Gonfalone: Drappo partito di giallo e di rosso… |           |
|        | Bogogno Semitroncato partito; nel primo, di rosso, alla croce d’argento; nel secondo, d'azzurro, al cane levriero ritto, d’argento, collarinato di rosso; nel terzo, d'argento, al biscione visconteo d'azzurro, ondeggiante in palo, coronato all’antica d’oro, ingollante un fanciullo di carnagione, posto in maestà e in fascia, con le braccia aperte, capelluto di nero. Ornamenti esteriori da Comune. Gonfalone: Drappo partito di bianco e di azzurro riccamente ornato di ricami d’argento e caricato dello stemma sopra descritto con la iscrizione centrata in argento recante la denominazione del Comune. Le parti di metallo ed i cordoni saranno argentati. L’asta verticale sarà ricoperta di velluto dei colori del drappo, alternati, con bullette argentate poste a spirale. Nella freccia sarà rappresentato lo stemma del Comune e sul gambo inciso il nome. Cravatta con nastri tricolorati dai colori nazionali frangiati d’argento. Stemma e Gonfalone concessi con D.P.R. del 7 agosto 1992 |           |
|        | Bolzano Novarese Partito: nel primo, d'oro al pastorale di verde, in palo; nel secondo, di verde a due spighe di grano d'oro, decussate. Ornamenti esteriori da Comune. D.P.R. del 28 ottobre 1982. Gonfalone: Drappo partito di verde e di giallo… |           |
|        | Borgo Ticino D.P.C.M. del 3 giugno 1986. Gonfalone: Drappo partito di bianco e di azzurro… |           |
|        | Borgolavezzaro D'azzurro, alle due cariatidi di marmo che sostengono un tino. Ornamenti esteriori da Comune. D.C.G. del 6 luglio 1928. Gonfalone: Drappo di bianco… |           |
|        | Borgomanero Di rosso, alla croce d'argento, caricato nel cantone sinistro della punta da una mano aperta di carnagione. Ornamenti esteriori da Città. D.P.R del 17 maggio 2002. Gonfalone: Drappo di bianco… |           |
|        | Briga Novarese Troncato: nel primo, d’argento a due monti di verde, moventi dalla troncatura e cimati di due crocette di nero; nel secondo, di rosso, alla torre d’argento fondata sopra un ponte dello stesso, murato di nero e movente dalla punta. Ornamenti esteriori da Comune. R.D. 30 maggio 1930; RR.LL.PP. 4 febbraio 1932. Gonfalone: Drappo di azzurro… |           |
|        | Briona D.C.G. 8 febbraio 1939. |           |
|        | Caltignaga Troncato: nel primo, d'argento, al castello di rosso, merlato alla guelfa e torricellato di tre; nel secondo, di rosso, all'albero di pioppo, accostato a destra da due spighe decussate, una di riso l'altra di grano, e a sinistra da una pannocchia di mais, posta in palo, il tutto d'oro. Ornamenti esteriori da Comune. D.P.R. del 19 marzo 1973. Gonfalone: Drappo troncato di rosso e di bianco… |           |
|        | Cameri Troncato: nel primo d'oro, all'aquila dal volo spiegato di nero, coronata del campo, posta sulla partizione e tenente fra gli artigli due ramoscelli di olivo; nel secondo, d'azzurro, al castello al naturale, torricellato di due, aperto del campo e murato di nero. Ornamenti esteriori da Comune. D.C.G. del 19 ottobre 1928. Gonfalone: Drappo partito di giallo e di azzurro... D.P.R. del 2 agosto 1955. |           |
|        | Carpignano Sesia D'argento, al mastio di rosso, murato e finestrato in fascia di settembre, di nero, torricellato di un pezzo, finestrato di uno di nero, il mastio merlato di nove, la torre merlata di cinque, accostato dalle lettere romane maiuscole "C" e "S", di nero, una per parte. Ornamenti esteriori da Comune. D.C.G. 16 dicembre 1937. Gonfalone: Drappo di azzurro… |           |
|        | Casalbeltrame Troncato: nel primo di rosso, alla casa d'argento, munita di due torri; nel secondo d'azzurro, a tre spighe di riso nodrite nella pianura d'argento. Ornamenti esteriori da Comune. R.D. del 10 marzo 1930. |           |
|        | Casaleggio Novara Partito: nel primo, d’azzurro, all’airone d’argento, fermo sul terreno ristretto di verde, con due erbe lacustri a destra e una a sinistra, dello stesso; nel secondo, di rosso, a due spighe di grano e di riso, poste in decusse, d’oro. Ornamenti esteriori da Comune. D.P.R. del 6 aprile 1987. Gonfalone: Drappo partito di giallo e d’azzurro… |           |
|        | Casalino D'oro, al castello di rosso, munito di due torri merlate alla guelfa, sormontato da una colomba volante d'argento in volo, tenente nel becco un ramoscello d'olivo, il castello fondato su una campagna d'azzurro, caricata di un bue d'argento, accovacciato e accostato, da un lato, da due spighe di grano e, dall’altro, da due spighe di riso, d'oro, passate in decusse. Ornamenti esteriori da Comune. D.P.R. 28 luglio 1977. Gonfalone: Drappo troncato di azzurro e di giallo… |           |
|        | Casalvolone D.P.R. 5 settembre 1995. Gonfalone: Drappo di bianco… |           |
|        | Castellazzo Novarese D'azzurro, al castello d'argento, merlato di tredici, alla guelfa, munito di tre torri, merlate alla guelfa di tre, murate e finestrate di uno di nero, il ppcastello murato, chiuso e finestrato di due di nero, fondato sulla campagna d'argento, caricata di tre tizzoni di nero, infiammati di rosso, ordinati in banda. Ornamenti esteriori da Comune. D.P.R. 25 giugno 1986. Gonfalone: Drappo troncato di bianco e di azzurro… |           |
|        | Castelletto sopra Ticino Troncato: nel primo, d'argento all'aquila di nero col volo spiegato; nel secondo, d'azzurro al castello d'argento. Ornamenti esteriori da Comune. R.D. del 25 aprile 1940. Gonfalone: Drappo partito di bianco e d’azzurro… |           |
|        | Cavaglietto Di rosso, al cavallo inalberato, d'argento, con l'arto posteriore destro poggiato sulla pianura diminuita, d'oro; al capo d'oro, caricato dalla lettera maiuscola "C", e da due gigli, uno a destra, l'altro a sinistra, d'azzurro. Ornamenti esteriori da Comune. Gonfalone: Drappo di bianco… D.P.R. 8 giugno 2007. |           |
|        | Cavaglio d'Agogna D'argento, al cavallo inalberato di rosso. Ornamenti esteriori da Comune. R.D. del 26 maggio 1942. Gonfalone: Drappo partito di bianco e di rosso… |           |
|        | Cavallirio Partito di rosso e d'azzurro, al cavallo spaventato, rivoltato, attraversante, d'argento. Ornamenti esteriori da Comune. D.P.R. 25 settembre 1989, n. 4185. Gonfalone: Drappo partito di azzurro e di rosso… |           |
|        | Cerano Di rosso, alla croce d'argento, accantonata nel primo e nel quarto da un albero di cerro, di verde. Ornamenti esteriori da Comune. R.D. del 21 giugno 1928. Gonfalone: Drappo trinciato di bianco e di rosso… |           |
|        | Colazza D'argento, al braccio destro movente dal lembo sinistro dello scudo, impugnante un'azza, in palo, il tutto al naturale; al cantone sinistro del capo trinciato: nel 1º palato di rosso e di nero; nel 2º d'azzurro, caricato di una stella raggiata di otto, d'oro. Ornamenti esteriori da Comune. D.P.R. del 23 maggio 1956. |           |
|        | Comignago Partito semitroncato: il primo d'argento, alla torre di rosso, cimata da una banderuola bifida di nero e fondata sulla pianura di verde; nel secondo, d'azzurro, all'agnello d'argento che riposa sulla pianura di verde, con in bocca una lista d'argento recante il motto in lettere maiuscole di nero: VINCIT OMNIA HUMILITAS; il terzo di rosso, al liocorno d'argento, inalberato, accompagnato da venticinque fiammelle sparse, d'oro. Ornamenti esteriori da Comune. Gonfalone: Drappo partito di azzurro e di bianco… |           |
|        | Cressa D'azzurro, all'albero di verde, la parte superiore del tronco infilata nell'anello d'oro posto obliquamente, con la parte bassa di esso attraversante il tronco, l'albero nodrito nella campagna erbosa di verde e accompagnato nei cantoni del capo da due stelle raggiate di sei d'oro. Ornamenti esteriori da Comune. D.P.R. 1º marzo 2000. Gonfalone: Drappo di giallo, riccamente ornato di ricami d'argento e caricato dallo stemma comunale con la iscrizione centrata in argento, recante la denominazione del Comune. Le parti di metallo e i cordoni saranno argentati. L'asta verticale sarà ricoperta di velluto giallo con bullette argentate poste a spirale. Nella freccia sarà rappresentato lo stemma del Comune e sul gambo inciso il nome. Cravatta con nastri tricolorati dai colori nazionali frangiati d'argento. |           |
|        | Cureggio Di rosso, al cavallo inalberato allegro d'argento, accompagnato in capo da un'aquila dal volo spiegato di nero. Ornamenti esteriori di Comune. R.D. del 31 gennaio 1929. Gonfalone: Drappo di bianco… D.P.R. del 3 marzo 1988. |           |
|        | Divignano Partito semitroncato: nel primo d'argento, al biscione visconteo d'azzurro, ondeggiante in palo, ingollante per metà un putto ignudo di carnagione con le braccia aperte, capelluto di nero; nel secondo di rosso, al morso di cavallo d'argento; nel terzo d'azzurro, alla testa di cervo in maestà, d'argento. Ornamenti esteriori da Comune. D.P.R. del 15 marzo 2018. Gonfalone: Drappo di bianco con la bordatura d’azzurro. |           |
|        | Dormelletto D'azzurro, al puledro allegro d'argento, passante su una campagna verde. Il tutto abbassato ad un capo d'argento, caricato di una banda e di una sbarra di rosso decussate. Ornamenti esteriori da Comune. D.P.R. 20 aprile 1968, registrato alla Corte dei Conti il 20 maggio 1968. Gonfalone: Drappo troncato, d'azzurro e di bianco, riccamente ornato di ricami d'argento e caricato dello stemma civico con la iscrizione centrata in argento: COMUNE DI DORMELLETTO |           |
|        | Fara Novarese Semipartito troncato: nel primo d’argento, al biscione visconteo d’azzurro, ondeggiante in palo, coronato d’oro, ingollante per metà un fanciullo di carnagione; nel secondo di rosso, alla croce d’argento; nel terzo d'armellino, al castello d'argento, merlato alla guelfa, torricellato di un pezzo centrale, chiuso, finestrato e murato di nero. Il tutto abbassato ad un capo d'azzurro, caricato di un tralcio di vite in fascia, pampinoso di quattro di verde e fruttato di due d’argento. Ornamenti esteriori da Comune. D.P.R. del 1º agosto 1972. Gonfalone: Drappo troncato di bianco e di azzurro… |           |
|        | Fontaneto d'Agogna Interzato in pergola da due corsi d'acqua ondati d'argento, confluenti in punta: nel primo d'oro, alla torre di rosso, fondata su collina di verde; nel secondo di rosso, a due pastorali d'oro, decussati e caricati in cuore da una mitra d'argento; nel terzo di verde, seminato da cinque polle d’acqua zampillanti d'argento. Ornamenti esteriori da Comune. D.P.R del 21 marzo 1983. Gonfalone: Drappo d'azzurro… |           |
|        | Galliate D'argento, al gallo al naturale, sormontato da tre stelle, ordinate in fascia, cucite d'oro. Ornamenti esteriori da Comune. D.P.C.M. 14 maggio 1952. Gonfalone: Drappo d'azzurro… D.P.R. 25 giugno 1953. |           |
|        | Garbagna Novarese D'argento al leone rampante di rosso. Ornamenti esteriori da Comune. Gonfalone: Drappo d'azzurro riccamente ornato di ricami d'argento e caricato dello stemma comunale con l'iscrizione centrata in argento: "COMUNE DI GARBAGNA NOVARESE". L'asta verticale sarà ricoperta di velluto azzurro con bullette argentate poste a spirale. Nella freccia sarà rappresentato lo stemma del Comune sul gambo inciso il nome. Cravatta e tricolori dai colori nazionali frangiati d'argento. D.P.R. 18 giugno 1949. |           |
|        | Gargallo D.P.R. 2 marzo 1954. Gonfalone: Drappo d'azzurro… |           |
|        | Gattico (dal 1º gennaio 2019 parte del Comune di Gattico-Veruno) Troncato: nel primo d'azzurro, a cinque gigli d'argento, ordinati in fascia, sormontati da cinque gocce del lambello d'argento; nel secondo, d'argento, al castello di rosso, mattonato di nero, merlato alla guelfa, il fastigio di otto, le due torri, di tre, il castello fondato in punta, chiuso di nero, finestrato di quattro in fascia, dello stesso, le finestre poste due e due sotto le torri, queste finestrate ciascuna di due, di nero, le finestre poste in fascia sotto la merlatura. Ornamenti esteriori da Comune. D.P.R. del 11 settembre 1996. Gonfalone: Drappo di bianco… |           |
|        | Gattico-Veruno Semipartito troncato: nel primo, contro troncato, nel 1° d'azzurro, a cinque gigli d'argento, ordinati in fascia, sormontati da cinque gocce del lambello dello stesso; nel 2° d’argento, al castello di rosso, mattonato di nero, merlato, il fastigio di otto, le torri di tre, il castello fondato sulla linea di partizione, chiuso di nero, finestrato di quattro in fascia, dello stesso, le finestre poste due e due sotto le torri, queste finestrate ciascuna di due, di nero, poste in fascia sotto la merlatura; nel secondo, di rosso, al liocorno d'argento, ritto, accollato dalla corona all'antica d'oro di sei punte visibili, con la coda posta in palo; nel terzo, d'azzurro, a nove bisanti d'oro posti 1, 2, 3, 2 e 1. Ornamenti esteriori da Comune. D.P.R. del 27 settembre 2021. Gonfalone: Drappo di bianco… |           |
|        | Ghemme D'argento, al mazzo di spighe di grano posto in banda, accollato a un grappolo d'uva nera. Ornamenti esteriori da Comune. D.C.G. 21 novembre 1929. Gonfalone: Drappo di verde… R.D. del 19 luglio 1929. |           |
|        | Gozzano Troncato di rosso e d'argento. Ornamenti esteriori di Comune. Gonfalone: Drappo d'azzurro, riccamente ornato di ricami d'argento e caricato dallo stemma comunale con la iscrizione centrata in argento, recante la denominazione del Comune. Le parti di metallo e i cordoni saranno argentati. L'asta verticale sarà ricoperta di velluto azzurro con bullette argentate poste a spirale. Nella freccia sarà rappresentato lo stemma del Comune e sul gambo inciso il nome. Cravatta con nastri tricolorati dai colori nazionali frangiati d'argento. Bandiera: Drappo interzato in palo di verde, di argento e di rosso, caricato dallo stemma civico. L’asta sarà ornata dalla cravatta con nastri tricolorati dai colori nazionali. D.C.G. 7 maggio 1930. |           |
|        | Granozzo con Monticello D'azzurro, alla forma di formaggio gorgonzola, d'argento, accompagnata in capo da due spighe di riso e in punta da due pannocchie di mais e due spighe di grano, decussate. Ornamenti esteriori di Comune. D.P.R. 17 maggio 1983, n. 2104. Gonfalone: Drappo partito di bianco e d'azzurro.… |           |
|        | Grignasco D’azzurro al castello d’argento, al capo abbassato di verde sostenuto d’oro e caricato di una fascia ondata di argento. Ornamenti esteriori da Comune. R.D. del 14 febbraio 1938. Gonfalone: Drappo partito di bianco e d'azzurro.… |           |
|        | Invorio Inquartato d'azzurro e d'oro: nel primo, all'aquila spiegata di nero, membrata di rosso e coronata all'antica d'oro; nel secondo, alla sciabola e alla mazza d'arme decussate, al naturale, la mazza passante; nel terzo, alla mazza imperiale, al naturale, posta in banda; nel quarto, al bastone pastorale d'argento, posto in sbarra. Sul tutto, d'argento, al Biscione visconteo di verde, ondeggiante in palo, coronato all'antica d'oro, ingollante a metà un putto ignudo di carnagione, posto in fascia e in maestà, crinito di nero, con le braccia aperte. Ornamenti esteriori da Comune. Motto: "TOT HEROUM NATALE SOLUM" (luogo natale di molti uomini illustri). D.C.G. del 29 ottobre 1937. Gonfalone: Drappo di azzurro… |           |
|        | Landiona D’argento, al torrione con base quadrata, di rosso, fondato in punta, coperto di nero, munito di quattro finestrelle sotto il tetto, ordinate in fascia, di grande trifora, di nero, di finestra centrale dello stesso, munito di saracinesca d’argento e accompagnato sui fianchi, da due aperture per bolzoni, di nero, di grande porta con arco a tutto sesto, dello stesso, esso torrione accompagnato in capo dalla fascia diminuita, ondata, di azzurro. Ornamenti esteriori da Comune. D.P.R. 27 novembre 1992. Gonfalone: Drappo interzato, in fascia, nel primo e nel terzo di bianco, nel secondo di azzurro… |           |
|        | Lesa D'azzurro, al monte al naturale di tre vette, quella di mezzo più alta, sostenente un mastio di rosso, aperto e torricellato di tre pezzi. Ornamenti esteriori da Comune. R.D. 20 ottobre 1932. Gonfalone: Drappo partito di rosso e di azzurro… |           |
|        | Maggiora Di rosso, al covone di frumento d'oro legato da un tralcio di vite al naturale, fruttato di nero. Ornamenti esteriori da Comune. R.D. 8 gennaio 1930. Gonfalone: Drappo di giallo… D.P.C.M. 2 gennaio 1993. |           |
|        | Mandello Vitta Semitroncato partito: nel primo, d'azzurro, alla garzetta al naturale, sostenuta dalla linea di partizione; nel secondo, di verde, a cinque spighe di grano, impugnate, d'oro, legate d'azzurro; nel terzo, fasciato d'argento e di rosso. Ornamenti esteriori da Comune. D.P.R. 27 novembre 1992. Gonfalone: Drappo di bianco… |           |
|        | Marano Ticino Gonfalone: Drappo di bianco… D.P.R. 17 novembre 1992. |           |
|        | Massino Visconti D'oro, al mastio merlato con la porta chiusa, fortificato da due torri esse pure merlate, il tutto di rosso; il mastio fondato sulla pianura erbosa al naturale e caricato superiormente alla porta d'uno scudetto d'argento partito di un filetto di nero, il punto di destra a un orso di nero, levato, allumato di rosso, e collarinato d'oro, quello di sinistra al biscione visconteo d'azzurro, coronato d'oro, ondeggiante in palo e ingollante a metà un putto ignudo di carnagione posto in fascia. Corona di Comune. R.D. del 16 luglio 1868. Gonfalone: Drappo partito di bianco e di rosso… D.P.R. del 11 giugno 1980. |           |
|        | Meina Partito: nel primo d'argento al grappolo d'uva bianca; nel secondo d'azzurro, alla ruota dentata d'oro. Ornamenti esteriori da Comune. R.D. del 16 dicembre 1941. Gonfalone: Drappo di azzurro… |           |
|        | Mezzomerico D.P.R. del 25 febbraio 1983, registrato alla Corte dei Conti in data 20 luglio 1983 al n. 6, Presidenza f. n. 362, trascritto nel Registro araldico dell'Archivio centrale dello Stato il 16 settembre 1983 e nei Registri dell'Ufficio araldico il 22 settembre 1983 nel Reg. anno 1983, p. 19. Gonfalone: Drappo di rosso… |           |
|        | Miasino D’azzurro, alla volpe passante, con la coda all’insù in palo, d’oro. Ornamenti esteriori da Comune. D.P.R. del 11 settembre 1996. Gonfalone: Drappo di giallo… |           |
|        | Momo D'azzurro, al castello di rosso, munito di una torre merlata alla guelfa, aperto e finestrato di nero, fondato sulla campagna di verde, sormontato da due mazze d'argento in decusse. Ornamenti esteriori da Comune. R.D. del 21 giugno 1942, registrato alla Corte dei Conti il 4 settembre 1942, reg. n. 20 Finanze, f. n. 182. Gonfalone: Drappo partito di azzurro e di rosso… |           |
|        | Nebbiuno D.P.R. del 17 settembre 1993. Gonfalone: Drappo di giallo… |           |
|        | Nibbiola D'azzurro, al castello di rosso, merlato alla guelfa, aperto e finestrato di nero, sopracaricato da un leone al naturale, coronato d'oro. Ornamenti esteriori da Comune D.P.R. del 2 febbraio 1950. Gonfalone: Drappo di colore azzurro riccamente ornato di ricami d'argento e caricato dello stemma sopra descritto con l'iscrizione centrata in argento: "Comune di Nibbiola". Le parti di metallo ed i cordoni saranno argentati. L'asta verticale sarà ricoperta di velluto azzurro con bullette argentate poste a spirale. Nella freccia sarà rappresentato lo stemma del Comune e sul gambo inciso il nome. |           |
|        | Novara Di rosso alla croce d'argento. Ornamenti esteriori da Città. R.D. del 24 ottobre 1928. Gonfalone: Drappo di bianco… |           |
|        | Oleggio Di rosso, alla croce d'argento. Ornamenti esteriori da Città. D.P.R. del 8 aprile 1964. Gonfalone: Drappo partito, di bianco e di rosso, riccamente ornato di ricami d'argento, e caricato dello stemma con l'iscrizione centrata in argento: COMUNE DI OLEGGIO. Le parti di metallo ed i cordoni sono argentati. L'asta verticale è ricoperta di velluto dei colori del drappo, alternati, con bullette argentate poste a spirale. Nella freccia è rappresentato lo stemma del Comune e sul gambo inciso il nome. Cravatta e nastri ricolorati dai colori nazionali frangiati d'argento. |           |
|        | Oleggio Castello D.P.R. del 16 ottobre 1954. Gonfalone: Drappo di azzurro… |           |
|        | Orta San Giulio D'azzurro, all'orto cintato da un muro circolare al naturale, chiuso da un cancello d'oro, terrazzato di verde con un pino al centro al naturale. Corona Comitale. Motto: HORTVS CONCLVSVS. R.D. del 28 ottobre 1929. Gonfalone: Drappo di bianco bordato di verde… |           |
|        | Paruzzaro Partito: il primo d'argento, al campanile romanico di San Marcello d'azzurro, visto da destra in prospettiva, murato e finestrato di nero; il secondo di rosso alla ruota dentata d'argento di dodici, sormontata da tre spighe di segale d'oro poste a ventaglio; in punta due pannocchie di mais in decusse pure d'oro. Ornamenti esteriori da Comune. D.P.R. del 4 maggio 1983. |           |
|        | Pella D.P.R. del 10 settembre 1982. Gonfalone: Drappo di azzurro… |           |
|        | Pettenasco D.P.R. del 4 aprile 1974. Gonfalone: Drappo di rosso… |           |
|        | Pisano D'argento, all'albero di pesco fruttato, nodrito su pianura erbosa e sormontato da una biscia ondeggiante in fascia, il tutto al naturale. Ornamenti esteriori da Comune. D.P.R. del 5 novembre 1962. Gonfalone: Drappo di verde… |           |
|        | Pogno Partito: nel primo d'azzurro, al pastorale d'argento, posto in banda e attraversato da una mitra, pure d'argento, ornata da una croce greca, di nero; nel secondo, di rosso, alla croce d'argento. Ornamenti esteriori da Comune. D.P.R. del 17 ottobre 1992. Gonfalone: Drappo di bianco… |           |
|        | Pombia D'argento, al castello di rosso, munito di un'alta torre merlata alla guelfa e fondato sulla pianura di verde; con il capo di rosso, alla croce d'argento. Ornamenti esteriori da Comune. D.P.R. del 7 agosto 1990. Gonfalone: Drappo partito di bianco e di rosso… |           |
|        | Prato Sesia D'argento alla torre diruta di rosso, aperta di nero e fondata su un monte di verde. Ornamenti esteriori da Comune. D.P.R. del 26 settembre 1954. Gonfalone: Drappo partito di bianco e di rosso… |           |
|        | Recetto Troncato: nel primo d'argento all'albero verde; nel secondo di rosso, al castello d'oro. Ornamenti esteriori da Comune. R.D. del 17 marzo 1930. Gonfalone: Drappo di bianco… D.P.R. del 21 giugno 1994. |           |
|        | Romagnano Sesia D'argento al leone di nero, armato e linguato di rosso. Ornamento esteriori da Comune. D.P.R. del 7 giugno 1960. Gonfalone: Drappo partito di nero e di bianco… |           |
|        | Romentino Fasciato di rosso e d'argento. Corona Comitale. Cimiero: un angelo nascente dalla corona, al naturale, tenente con il braccio sinistro alzato una breve svolazzante d'argento, carica della scritta a caratteri capitali di nero: "ROMANTINVM". Sostegni: due leoni d'oro, lampassati di rosso, affrontati. Gonfalone: Drappo d'azzurro… |           |
|        | San Maurizio d'Opaglio D’azzurro, alla ruota d’oro a dodici raggi, a due rami di verde decussati ed intrecciati con la ruota, al monte all’italiana, d’argento fondato in punta. Ornamenti esteriori da Comune D.P.R. del 19 maggio 1975. Gonfalone: Drappo di giallo… |           |
|        | San Nazzaro Sesia Gonfalone: Drappo di rosso… |           |
|        | San Pietro Mosezzo D'argento, al castello di rosso, murato e finestrato di due di nero, aperto del campo, il fastigio merlato di sei, esso castello torricellato di due pezzi, privi di finestre e merlati ciascuno di tre; accompagnato in capo da una corona all'antica, d'oro. Ornamenti esteriori da Comune. R.D. del 19 febbraio 1931. Gonfalone: Drappo di azzurro… R.D. del 8 marzo 1937. |           |
|        | Sillavengo Semipartito troncato: nel primo, di rosso alla lettera maiuscola S, d'oro; nel secondo, d'azzurro, alla pannocchia di riso, d'oro; nel terzo, d'oro, al castello di rosso, mattonato di nero, chiuso e finestrato dello stesso, merlato alla guelfa di nove, tre merli sulla cortina, sei sulle due torri, tre e tre, fondato sulla pianura di verde. Ornamenti esteriori da Comune. D.P.R. del 31 gennaio 1992. Gonfalone: Drappo partito di azzurro e di rosso… |           |
|        | Sizzano Partito: nel primo, di rosso, all'aquila di nero, coronata all'antica, d'azzurro; nel secondo, d'argento, al tralcio di vite, al naturale, ondeggiante in palo in cinque curve, pampinoso di quattro, di verde, due foglie per parte, fruttato di tre, di porpora, due grappoli d'uva a destra, il terzo a sinistra e in punta. Sotto lo scudo, su lista bifida e svolazzante dl argento, il motto, in lettere maiuscole di nero, TERRA LAETA UVIS. Ornamenti esteriori da Comune. D.P.R. del 21 giugno 1994. Gonfalone: Drappo di azzurro… |           |
|        | Soriso Gonfalone: Drappo di azzurro… |           |
|        | Sozzago Di verde, alla sbarra d'argento, bordata d'oro, caricata della scritta, in caratteri maiuscoli romani di verde SACIAGUM e accompagnata, in capo, dalla croce patente d'oro e, in punta, da dieci spighe di riso, d'oro, addestrate da una rana al naturale, in banda. Ornamenti esteriori da Comune. D.P.R. del 11 gennaio 1980. Gonfalone: Drappo partito di bianco e di giallo… |           |
|        | Suno D.P.R. del 5 settembre 1967. Gonfalone: Drappo di giallo… |           |
|        | Terdobbiate D'argento, alla croce in decusse, d'azzurro, diminuita, riempita d'oro, accompagnata in capo dal drago di verde di due zampe, vomitante il fuoco di rosso, e in punta dal monte di tre cime, ristretto, di verde. Ornamenti esteriori da Comune. D.P.R. del 23 giugno 1989. Gonfalone: Drappo di azzurro… |           |
|        | Tornaco D'argento al castello di rosso, murato e aperto di nero, merlato alla ghibellina di nove, torricellato di due pezzi, ciascuno finestrato di uno di nero e merlato alla ghibellina di tre, esso castello fondato su di una pianura erbosa di verde, caricata di tre mucchi di fieno al naturale. Ornamenti esteriori da Comune. D.C.G. 10 febbraio 1936, n. prot. 11682. Gonfalone: Drappo troncato di verde e di bianco.… D.P.R. del 9 febbraio 1993. |           |
|        | Trecate D.P.R. del 12 ottobre 1993, trascritto nel Registro araldico dell'Archivio centrale dello Stato in data 8 novembre 1993. Gonfalone: Drappo partito di bianco e di rosso… |           |
|        | Vaprio d'Agogna D.P.R. 9 maggio 1974. Gonfalone: Drappo troncato di azzurro e di giallo… |           |
|        | Varallo Pombia D'argento, al castello formato da tre torrioni di rosso, murati di nero, quello centrale aperto e finestrato di due, in palo, dell'ultimo, essi torrioni merlati di cinque, esso castello sinistrato in capo da una mitra di verde. Ornamenti esteriori da Comune. R.D. 18 maggio 1942. Gonfalone: Drappo di colore azzurro, riccamente ornato di ricami d'argento e caricato dello stemma sopra descritto con l'iscrizione centrata in argento: "COMUNE DI VARALLO POMBIA"… |           |
|        | Veruno (dal 1º gennaio 2019 parte del Comune di Gattico-Veruno) Partito: nel primo, di azzurro, a nove bisanti d'oro, posti 1, 2, 3, 2, 1; nel secondo, di rosso, al liocorno d'argento, ritto, accollato dalla corona all'antica d'oro di sei punte visibili, con la coda posta in palo. Ornamenti esteriori da Comune. Gonfalone: Drappo partito di rosso e di azzurro… |           |
|        | Vespolate D'argento, all'albero di nespolo al naturale, nodrito su una campagna di verde, al capo d'azzurro, al bastone pastorale passante e alla spada, rivoltata, la punta all'ingiù, decussati, il tutto al naturale, al filetto di rosso sulla partizione. Ornamenti esteriori da Comune. RD del 17 marzo 1930. Gonfalone: Drappo partito di bianco e di azzurro… D.P.R. 8 settembre 1983. |           |
|        | Vicolungo Partito semitroncato: il primo, palato d'argento e di rosso di quattro pezzi; il secondo, d'azzurro, all'aquila sormontata da tre stelle, male ordinate, il tutto di nero; il terzo, d'argento, al torrione di rosso, murato di nero, visto di profilo, merlato di nove alla guelfa, munito di due finestre di nero, poste in fascia a un terzo dell'altezza, la finestra posta a destra sormontata da finestrella, di nero, e accompagnata in basso da esigua pusterla dello stesso. Ornamenti esteriori da Comune. Gonfalone: Drappo di bianco… D.P.R. 9 maggio 1997. |           |
|        | Vinzaglio Di rosso, alla torre d'argento, murata, aperta e finestrata di uno di nero, fondata sulla campagna d'azzurro. Ornamenti esteriori da Comune. D.P.R. 16 gennaio 1995. Gonfalone: Drappo di bianco… |           |